# Lenguas indoarias centrorientales
Las lenguas indoarias centrorientales son un conjunto de lenguas indoarias centrales en general cercanas al hindi. El antecesor común de estas lenguas habría sido el śauraseni.

## Comparación léxica
Los numerales para diferentes lenguas indoarias centrorientales son:
| GLOSA | Occidental         | Occidental | Oriental | Oriental      | Oriental        | PROTO-IA CEN.-OR. |
| GLOSA | Haryanvi (Bangaru) | Hindi      | Awadhi   | Hindi de Fiyi | Chhattis_ garhi | PROTO-IA CEN.-OR. |
| ----- | ------------------ | ---------- | -------- | ------------- | --------------- | ----------------- |
| '1'   | ek                 | ek         | eːk      | ek            | ek              | *ek               |
| '2'   | d̪o                 | d̪o         | dui      | duiː          | d̪u              | *d̪o / *d̪uī        |
| '3'   | t̪in                | t̪in        | tiːni    | tiːn          | t̪iːn            | *t̪īn              |
| '4'   | ʧjaɾ               | ʧāɾ        | ʧɑːri̥    | ʧɑːr          | ʧaːr            | *cār              |
| '5'   | pãʧ                | pãʧ        | pãːʦ     | pɑːʧ          | paːnʤ           | *pā̃c              |
| '6'   | ʧʰɛ                | ʧʰɛ        | ʧʰɑː     | ʧʰe           | ʧʰe             | *cʰa              |
| '7'   | sat̪                | sat̪        | sɑːt     | sɑːt          | saːt̪            | *sāt̪              |
| '8'   | aʈʰ                | aʈʰ        | ɑːʈʰ     | ɑːʈ           | aːtʰ            | *āṭʰ              |
| '9'   | no                 | no         | nʌw      | naw           | nʌ̃w             | *naw              |
| '10'  | d̪ʌs                | d̪ʌs        | dʌs      | dəs           | d̪ʌs             | *d̪as              |